# شنای پروانه

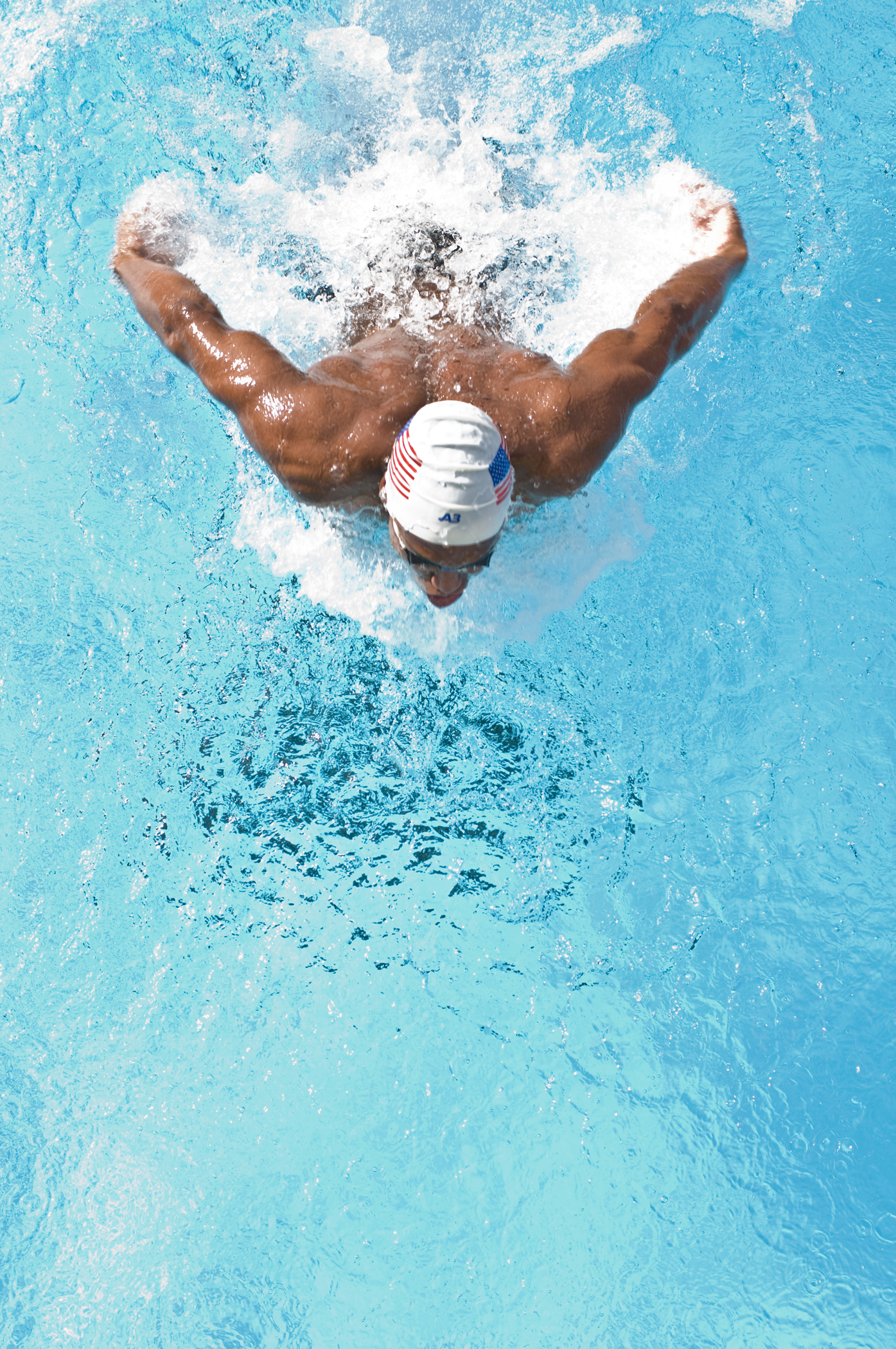
شنای پروانه

'شنای پروانه' یکی از انواع ورزش شنا است که در اکثر مسابقات معتبر جزو پربیننده‌ترین انواع شناست. در حالی که دیگر انواع شنا توسط مبتدیان به راحتی انجام می‌شود، پروانه نیاز به تکنیک مناسب دارد تا صورت گیرد. بسیاری از نوآموزان پروانه را سخت‌ترین نوع شنا می‌دانند. در این نوع شنا حرکت پاها مانند حرکت دلفین در آب است و از کمر آغاز می‌شود دست‌ها نیز به‌طور هم‌زمان و از طرفین به سمت جلو پرتاب می‌شود و و هم‌زمان با این عمل سر از آب بیرون آمده و هواگیری انجام می‌شود.
این شنا درسال‌های ۱۹۳۰ از تحول شنای قورباغه سنتی به وجود آمد. در سال ۱۹۵۶این شنا به‌طور رسمی وارد مسابقات المپیک شد. اولین مرحله تحول شنای قورباغه ابداع مرحله خروج دست از آب بود که به‌طور چشمگیری سرعت شناگر را از طریق کاهش نیروهای مقاوم، بدون نقص قوانین شنای آن زمان، افزایش داد. بلافاصله پس از آن، شیوه پا زدن دلفین که ماهی با هوش دریاهاست ابداع شد، که در آن هر دو پا به جای حرکت در صفحه افقی در شنای قورباغه در صفحه عمودی و به‌طور هم‌زمان حرکت می‌کردند که این روش، خود سهم زیادی در کسب سرعت بیشتر نسبت به شنای قورباغه داشت.. البته لازم به ذکر است که شما در مرحله اول باید بقیه حرکات در آب را بلد باشید سپس در مرحله آخر به سراغ حرکت پروانه بیاید.

## فنون و مهارت‌ها

### شروع پروانه
استارت پروانه، شبیه به شروع کرال سینه است.

### وضعیت بدن
وضعیت بدن درشنای پروانه از بعضی لحاظ به کرال سینه شباهت دارد با این تفاوت که حرکت دست‌ها و پاها تک تک انجام نمی‌شوند بلکه هر دو دست با هم و هر دو پا با هم حرکت را انجام می‌دهند. شناگر به شکم روی آب قرارمی گیرد و سعی می‌کند نیروی مقاوم را با پایین گرفتن سر، بالا بردن نسبی پاها، کاهش حرکت‌های بدن به سمت بالا و پایین عمل کشش و خروج از آب را انجام می‌دهند و کنترل حرکت بدن در حین اجرای هر دو مرحله یا هر یک از آن‌ها کار مشکلی است، لذا شناگر باید سعی کند همواره در طی یک دوره کامل حرکت، حالت افقی بدن خود را حفظ کند. حرکت هم‌زمان دو دست در این شنا برای شناگر یک مزیت نیز به همراه دارد و آن اینست که دیگر وی نگران حالت عدم تعادل یا چرخش پای مخالف به خاطر حرکت دست مخالف نمی‌باشد و در نتیجه نیروی مقاوم از این نظر افزایش پیدا نمی‌کند.

### وضعیت سر
- حرکات سر که حرکت موجی بدن را موجب می‌شود باید آرام باشد.
- شناگر قبل از اتمام مرحله پیشران دست و زمانی که سر متمایل به بالا می‌شود و چانه در سطح آب روبه جلو حرکت می‌کند، عمل نفس‌گیری را انجام می‌دهد.
- همچنان که دست‌ها برمی‌گردند (مرحله استراحت)، سر حرکت رو به پایین خود را شروع می‌کند و حرکت با ورود دست‌ها به آب کامل می‌شود تا اینکه بدن به حالت کشیده (خطی) درآید.

### عملکرد پا
پا زدن در این شنا درعمل شبیه پا زدن در کرال سینه است، با این تفاوت که در این‌جا هر دو پا هم‌زمان با هم حرکت می‌کنند، بنابراین تعداد ضربه‌های پا درطی یک دور شنای پروانه به‌طور عمومی از کرال سینه کمتر می‌باشد. درحالی که بدن کشیده در سطح آب قرار دارد، باسن قدری خارج از آب قرار می‌گیرد. در این حالت پاها بسته و در حدود ۳۰ سانتی‌متر در زیر آب است. هنگام به حرکت درآوردن ساق پا، باسن قدری به داخل آب کشیده می‌شود، درهمین حال به دلیل خم شدن مفصل لگن خاصره، ران نیز کمی به داخل آب کشیده می‌شود. در این موقعیت کف پا به طرف سطح آب به حرکت در می‌آید که نهایتاً در قسمت پشت زانو، درمفصل زانو، زاویه ۹۰ درجه ایجاد می‌شود، درچنین حالتی جلوی ساق پا و روی پا به طرف پایین و عقب، فشار بر آب وارد می‌کنیم که در نتیجه منجر به پیشروی و شناور شدن شناگر در سطح آب می‌شود.
کرستن (kersten) اثر دو نوع ضربه دلفین را مورد بررسی قرار داد – ضربه الف: (حداکثر عملکرد زانو- حداقل مفصل ران) و ضربه ب: (حداکثر عملکرد ران – حداقل عملکرد مفصل زانو) را در مسافت ۱۰ یارد با یکدیگر مقایسه کرد. وی به این نتیجه رسید که اجرای کامل حرکت با ضربه (الف) بود.
حداکثر حرکت مفصل زانو حداقل مفصل ران = نتیجه بهتر
توجه: شناگران نباید پاها را صاف نگاه داشته و با باسن و کمر ضربه بزنند.
- ۱- پاها در پایین‌ترین مرحله ضربه خود حدود ۶۰ سانتی‌متری عمق آب قرار می‌گیرند، ولی باسن در سطح آب باقی می‌ماند.

1. پاها به طرف بالا آمده بدون اینکه شکستگی در ناحیه زانو دیده شود. این حرکت بسیار مفیدی است که در شناگران با پاهای قوی مشاهده می‌شود البته در این حرکت هیچ نشانه‌ای از پیشروی وجود نخواهد داشت.
2. حرکت پاها در حال کشیده بودن به طرف بالا ادامه دارد و این عمل باعث پایین رفتن باسن می‌شود.
3. قسمت بالائی پاها (ران‌ها) شروع به ضربه زدن به طرف پایین می‌نماید و قسمت پایینی رفتنش را به طرف بالا ادامه می‌دهد چنین حرکتی ترکیبی به علت وجود شکستگی در مفصل زانو به وجود می‌آید.
4. سرعت پایین رفتن قسمت بالائی پاها (ران‌ها) بیشتر شده و با افزایش شکستگی مفصل زانوها، پنجه، مچ و کف پا تا حدود سطح آب بالا می‌آید. باسن در این حالت در پایین‌ترین سطح خود نسبت به سطح آب قرار دارد.

- ۶- زانو در این حالت حدود ۹۰ درجه می‌باشد و در اینجاست که پنجه کشیده شده و آماده ضربه و حرکت به طرف پایین است.
- ۷- در این زمان با زدن ضربه نیروی پیش برنده پاها تولید می‌شود. سرعت حرکت ضربه به پایین در حدود دو برابر سرعت بالا آوردن پا است. این در حالی است که مفصل مچ پا کشیده شده و سرپنجه‌ها به طرف داخل متمایز گشته‌است و در این حالت است که اهمیت مچ پاهای کشیده شده و مفصل قابل ارتجاع و انعطاف مچ پا معلوم می‌شود.

#### تمرین‌های آموزشی
1. کارآموز شناگر با در دست داشتن تخته شنا اقدام به زدن پای دلفین می‌کند. در ابتدا مشکل می‌باشد اما با تکرار و تمرین کار آموز پیشرفت خود را مشاهده می‌کند.
2. پرش از روی مانع و عبور از بین پای فردی که به فاصله یک متر از مانع قرار دارد.
3. کارآموز شناگر با فرمان مربی با سر خوردن و با زدن ضربه کوچک (اول) و ضربه دوم پای دلفین قوسی در بدن ایجاد می‌کند و بعد روی خود می‌ایستد.
4. بعد از کمی پیشرفت کارآموز شناگر سعی می‌کند عرض استخر را با ضربه پای دلفین (پروانه) طی کند. در ابتدا پیشروی ندارد ولی با اراده و تلاش می‌تواند عرض استخر را به راحتی طی می‌کند.

#### اشتباه‌های رایج و روش صحیح آن
اشتباه: چنانچه پا و ساق پا بیش از اندازه از آب خارج شوند.
صحیح: باسن و زانو باید در داخل آب باشند تا بدین وسیله خمیدگی کمی در ناحیه مفصل تهیگاهی ایجاد شود.
اشتباه: باسن با زانوهای کاملاً کشیده به طرف پایین و بالا حرکت کند و نشیمنگاه بیش از حد از آب خارج شود.
صحیح: زمانی که باسن در زیر آب است زانو باید در عمق بیشتری از آب قرار داشته باشد در هنگام وارد کردن ضربه توسط ساق و روی پا بر آب باسن قدری متمایل به طرف سطح آب خواهد بود.

### عملکرد دست
حرکت دست‌ها در شنای پروانه (همانند وضعیت بدن و عملکرد پا) تا اندازه زیادی به حرکت دست در شنای کرال سینه شباهت دارد. چون در این شنا، مرحله کشش و مرحله بازگشت به حالت اولیه (حرکت دست در خارج آب) با هر دو دست و به‌طور هم‌زمان انجام می‌گیرد، لذا پاره‌ای از حرکت‌های اساسی دست ضرورتاً تغییر پیدا می‌کند.

#### مرحله کشش
این مرحله، دست ها (کف دست به پایین و کمی به سمت خارج) جلوتر از حد شانه و کمی دورتر از محور طولی بدن نسبت به شانه‌ها وارد آب می‌شوند؛ و کف دست‌ها دو علامت سؤال را در زیر آب ترسیم می‌کنند.
ترسیم علامت سؤال در زیر آب به این طریق است که ابتدا دست‌ها از محور میانی بدن فاصله می‌گیرند و پس از این که به اندازه کافی به خارج بدن کشیده شدند بازوها به طرف داخل کشیده می‌شوند و در این هنگام است که آرنج‌ها خم می‌شوند. توجه داشته باشید که همانند بازوها، مچ و دست پس از این که به اندازه کافی به خارج کشیده شدند به طرف یکدیگر نزدیک می‌شوند، به‌طوری‌که هر دو دست در حالی که در جهت عقب و داخل و به سمت خط میانی بدن کشیده می‌شوند از زیر خط شانه‌ها عبور کرده و سرانجام به سمت خارج و بالا رفته تا حرکت را در حدود ران‌ها به پایان برسانند.
نیروهای پیش برنده تولید شده در زمانی که دست‌ها به طرف خط میانی بدن حرکت می‌کنند، معمولاً کم است و در این مرحله نیروی بالا برنده عامل اصلی حرکت است. در حرکت دست‌ها به سمت عقب معمولاً نیروی کشش به وجود می‌آید.

#### مرحله بازگشت به حالت اولیه
در پایان مرحله کشش، دست به صورت مستقیم و کف دست‌ها به سمت داخل می‌باشند. پس از این وضعیت شناگر دست‌های خود را به سمت خارج می‌چرخاند و سپس آن‌ها را از طرفین به سمت جلو پرتاب می‌کند به‌طوری‌که همواره سعی دارد دستها در نزدیکی سطح آب عمل کنند، و در همین حال آن‌ها را به سمت نقطه ورود به آب هدایت می‌کند.
باید توجه داشت که وضعیت خمیده آرنج و عمل بالا آوردن آرنج در مرحله بازگشت به حالت اولیه در شنای کرال سینه حداقل به دو دلیل در شنای پروانه رعایت نمی‌شود:
1. از دیدگاه ساختار آناتومیکی چرخش مفصل شانه بدون همراهی چرخش بدن غیرممکن است.
2. حفظ تعادل دست‌ها به وسیله یکدیگر در حرکت هم‌زمان آن‌ها به سمت جلو نیاز به چنین حرکتی را برطرف می‌سازد.

### نفس‌گیری
شناگر به محض این که عمل دم را به اتمام رساند، عمل بازدم شروع می‌شود. بازدم درجریان مرحله پیشران و به‌طور تدریجی از طریق دهان و بینی انجام می‌شود. سر درست در لحظه‌ای وارد آب می‌گردد که دست‌ها در حال پرتاب به جلو باشند. این امر نه تنها به باقی‌ماندن بدن در حالت افقی کمک می‌کند، بلکه باعث می‌شود که شناگر بتواند دست‌های خود را به بالا کشیده و در حرکت پرتاب به جلو راحت‌تر عمل کنند.
لحظه نفس‌گیری درست در زمانی است که دست‌ها در حال وارد آوردن فشار به طرف ران‌ها بوده و چانه درون آب قرار دارد و مرحله پایانی آن زمانی است که دست‌ها از آرنج به بالا کشیده شده‌اند.

### اجرای کلیه حرکات دست و پا و تنفس
با وجود این که بلند کردن سر از روی آب موجب افزایش نیروی مقاوم می‌گردد و در نتیجه بر روی سرعت شناگر اثر می‌گذارد، لیکن یک شناگر خوب می‌تواند با تنظیم زمان مناسب نفس‌گیری، این اثر منفی را به حداقل برساند. بدین منظور، نخست شناگر سعی می‌کند تعداد نفس‌گیری‌های خود را براساس نیاز فیزیولوژیکی خود به حداقل برساند، غالباً در شناهای سرعتی، شناگر در هر دو یا سه دور کامل حرکت دست یک‌نفس‌گیری و در شنای استقامتی در هر یک یا دو دور کامل حرکت دست یک بار نفس‌گیری می‌کند. سپس وی سعی می‌کند با تنظیم حرکات، سر خود را زمانی بالا بیاورد که هم‌زمان با اجرای موفقیت‌آمیز عمل نفس‌گیری، در حداقل فاصله ممکن نسبت به سطح آب قرار گیرد. جهت رسیدن به این هدف، سر باید زمانی بالا بیاید که نیمی از مرحله کشش انجام شده باشد و شانه‌ها با اجرای حرکت دست‌ها و هم‌زمان با انجام ضربه دوم پاها به بالا کشیده شده و دهان از آب خارج گردد. هر گونه حرکت اضافی ناشی از بالا کشیدن سر، موجب فرورفتن پاها در آب و ایجاد نیروی مقاوم خواهد شد. با انجام این عمل، شناگر هوا را به درون مجاری تنفسی خود فرستاده و بی‌درنگ سر را بین دو دست به درون آب فرو می‌برد، در همین زمان است که دست‌ها با تاب دادن (پرتاب کردن) از خط میانی شانه‌ها در هوا گذشته و برای ورود به آب به سمت جلو فرستاده می‌شوند.
به‌طور کلی با هر حرکت دست در شنای پروانه دو بار پای پروانه زده می‌شود. اولین حرکت پا به سمت پایین و عقب موقعی انجام می‌شود که کف دست‌ها از روی آب به داخل آب فرورفته و آب را به طرفین می‌کشد و دومین حرکت پا نیز هنگامی صورت می‌گیرد که دست‌ها در مرحله فشار قرار داشته و به طرف یکدیگر نزدیک می‌شوند و در واقع حرکت هنگامی شروع می‌شود که مرحله فشار رو به اتمام بوده و کف دست‌ها از ناحیه کمر به سمت عقب بدن در حال حرکت می‌باشند. توجه داشته باشید پای اول در شنای پروانه برای راندن بدن به جلو و پای دوم صرفاً جهت نگهداری و تکیه بدن روی آب نقش مهمی را ایفا می‌نمایند. به محض ورود دست‌ها در آب، عمل بازدم شروع می‌شود و هنگامی که دست‌ها مجدداً از نزدیک باسن آب را ترک می‌کنند سر به عقب کشیده شده و در این مرحله که دم صورت می‌گیرد.

### برگشت پروانه
در برگشت شنای پروانه نیز به مانند شنای قورباغه بایستی هر دو دست در یک زمان و در یک سطح با دیواره استخر تماس پیدا نمایند. توجه داشته باشید که هر دو دست هم‌زمان و در یک دیوار استخر را لمس نمایند، در ضمن شانه‌ها نیز در صفحه افقی قرار داشته باشند. وقتی که لمس کردن دیوار توسط هر دو دست به‌طور صحیح صورت گرفت، مسابقه دهنده به هر روشی که خواست می‌تواند مابقی برگشت خود را انجام دهد.

### تذکرات کلی
توجه: انداختن دست به جلو فقط در یک لحظه کوتاه است که نیروی وارده دست‌ها را به سمت جلو پرتاب می‌نماید، برای این که شناگر چنین عملی را انجام دهد به او می‌گوییم پس از شروع پرتاب بایستی دست‌هایت در موقع ورود به آب شل و راحت باشد. اگر دقت کرده باشید متوجه می‌شوید که کف دست در ابتدای خروج متمایل به بالا برده در طول طی مسیر متمایل به خارج می‌گردد. نقش انعطاف‌پذیر بودن مفصل شانه در چنین حرکتی به خوبی نمایان می‌شود و به همین دلیل است که مسئله انعطاف‌پذیری (بخصوص مفصل شانه) و کشش عضلات بسیار با اهمیت است. حرکت دست‌ها که یک دایره یا سیکلی را طی می‌کند بایستی به‌طور پیوسته و آهنگ صحیح باشد و در هیچ جا قطع نشود و حتی بعضی مواقع آهنگش تغییر ننماید. به‌طور مثال: در موقع ورود دست به آب اگر حرکت دست توسط شناگر کند شود وقفه‌ای در کل حرکت به وجود آید باعث فرو افتادن بدن در آب می‌شود و این یکی از اشتباه‌های متداول شناگرهای مبتدی پروانه رو می‌باشد. یا این که وقتی دست‌ها از خارج به آب برخورد می‌نمایند باید توسط همان آب کنترل شوند نه این که شناگر به عضلاتش ورود دست به آب را کنترل نماید.
برای این که پای دلفین خوب زده شود، کارآموز شناگر حتماً بایستی برای به وجود آوردن موج ابتدا از دست‌هایش که در جلو می‌باشد حرکت (عمل و عکس‌العمل) را فراموش نکند یعنی اول دست‌ها بعد سر، بعد باسن و در مرحله آخر پاها موج را به وجود می‌آورند.

## شناگران مشهور شنای پروانه
- مایکل فلپس
- کائلب درسل